# Jelmer van Beek
Jelmer van Beek (1994) is een Nederlands zeiler.

## Carrière

### Optimist
Geboren en getogen onder de rook van Groningen, begon zijn zeilavontuur op het Paterswoldsemeer bij het zomerhuisje van zijn ouders. Dit meer werd het startpunt voor zijn passie voor watersport, waar hij zich bezighield met zeilen, surfen en kanoën tijdens vakanties en weekenden.
Het was tijdens deze vormende jaren dat Van Beek een voorliefde ontwikkelde voor zeilen, vooral in de Optimist. Hierbij werd hij tweemaal gekroond tot Noord Nederlands Kampioen.

### Laser
Zijn ambities groeiden verder en brachten hem naar de laserklasse. Hier nam hij deel aan de Topzeilacademie van het Watersportverbond in Scheveningen, waar hij zijn vaardigheden aanscherpte door deel te nemen aan talloze internationale wedstrijden.

### Team Heiner Talents
In 2014 maakte hij de overstap naar grote boten en deed dit als schipper in de jeugdacademie van wedstrijdzeiler Roy Heiner. De Team Heiner Talents. Onder leiding van Roy werden de zeilers geschoold in diverse disciplines waaronder matchracen, doublehanded en zee-zeilen. Maar ook techniek van de boten en navigatie.

### Team Dutch Wave
Na deze driejarige opleiding begon hij samen met Rutger Vos, Robin Jacobs en Jorden van Rooijen, eveneens uit dezelfde opleiding, hun eigen matchraceteam. Team Dutch Wave. Met dit team werden ze onder andere Duits, Deens en Nederlands kampioen en behaalden ze een 10e plek op de wereldranglijst. 3 maal gingen ze in de winter naar Australië om daar deel te nemen aan de jeugd competities en zoveel mogelijk te kunnen zeilen in de Austtralische zomer. Hoogtepunt was de overwinning bij de Warren Jones Regatta als eerste Europese team. De grootste Matchrace wedstrijd voor zeilers onder de 25.

## Team JAJO
In november 2022 is Van Beek op 27-jarige leeftijd aangewezen als schipper van Team JAJO in the Ocean Race Sprint Cup op de VO65. De sprint cup zeilt 3 van de 7 etappes van de Ocean Race. Hij was de jongste schipper in deze race. De VO65 was geen onbekende boot voor hem. In totaal heeft hij meer dan 60.000 mijl op de boot gezeild waaronder 7 oceaanoversteken.
Team JAJO eindigde op een 2e plek in het overall klassement. Ook werden de havenraces van Scheveningen en Genua gewonnen.
Een bijzonder moment in de race was de aanval van een school orka’s bij de Straat van Gibraltar. Het team ging ‘’viral’’ vanwege de beelden van deze bijzondere gebeurtenis. Na deze 15 minuten durende aanval kon het team zonder schade de race vervolgen.